# Providentialisme
In het christendom is providentialisme het geloof dat alle gebeurtenissen op Aarde door God worden gestuurd. Providentialisme kan worden opgevat als de acceptatie van het geloof dat alles wat er in de wereld gebeurt voor het grotere goed is, aangezien "God de sociale orde heeft gecreëerd en elke persoon zijn plaats daarin heeft toegewezen".

## Invloed
Het providentialisme werd door aanhangers soms gezien als een verschil tussen "nationale voorzienigheid" (de manier waarop God naties behandelde) en "persoonlijke voorzienigheid" (de manier waarop God met individuen omging). Sommige Britse en Amerikaanse christenen beschouwden persoonlijke voorzienigheid als achterlijk en bijgelovig, terwijl ze in nationale voorzienigheid bleven geloven. 
Nationale voorzienigheid werd door de Britse historicus Nicholas Guyatt beschreven als het omvatten van drie bredere overtuigingen:
1. God beoordeelde naties op de deugden van hun leiders;
2. Er is een speciale rol voor bepaalde naties;
3. God heeft een meesterplan uitgewerkt door de rol van verschillende naties.

Providentialisme werd vaak aangehaald in discussies van Europese politieke en intellectuele elites die het imperialisme in de 19e eeuw wilden rechtvaardigen. Ze beweerden dat het lijden veroorzaakt door Europese veroveringen gerechtvaardigd was omdat het zou bijdragen aan het uitvoeren van Gods plan en het verspreiden van het christendom en beschaving naar verre naties. Volgens historici bood het een manier om natuurlijke, politieke en sociale gebeurtenissen te interpreteren in een periode waarin het onderscheid tussen religie en wereldse zaken niet helder was.